# David North (comics)
 (novembre 2012).
Si vous disposez d'ouvrages ou d'articles de référence ou si vous connaissez des sites web de qualité traitant du thème abordé ici, merci de compléter l'article en donnant les références utiles à sa vérifiabilité et en les liant à la section « Notes et références ».
David North est un personnage de fiction, un super-héros appartenant à l'univers de Marvel Comics. Créé par Jim Lee, le personnage est apparu pour la première fois dans le comic book X-Men vol. 2 #5  en février 1992. Il a utilisé divers nom de codes, les deux plus connus sont Maverick et Agent Zero.

## Biographie du personnage

### Durant laguerre froide
Christopher Nord est né en Allemagne, où on a soupçonné ses parents d'être des scientifiques nazis. On sait qu'il avait un frère nommé Andreas. Il combattit le régime communiste durant la guerre froide, et il rejoignit une unité secrète liée aux États-Unis. En mission en Italie, il fut blessé par un assassin surnommé le Confesseur.
A l'hôpital, il tomba amoureux de son infirmière, Ginetta Barsalini, qu'il finit par épouser. Il s'avéra qu'elle était une espionne russe, alors que toutes les missions de la cellule échouaient et tous les partenaires de Nord étaient tués un par un. Nord fut obligé de l'abattre alors qu'elle l'attaquait avec un couteau. En mourant, elle lui avoua qu'il venait de tuer aussi leur enfant.

### Agent deWeapon X
Nord se lança à corps perdu dans le travail et devint le meilleur agent secret allemand. La CIA lui demanda de rejoindre le projet Weapon X. Il accepta et prit la nationalité américaine sous le nom de David North. Il fut intégré à l'équipe X. Cette dernière était composée de Logan (le futur Wolverine) et de Victor Creed (le futur Dents de Sabre). John Wraith (alias Kestrel) était leur agent de liaison.
À cette époque, il reçut un traitement génétique, copié sur l'ADN de Logan, et lui conférant un facteur anti-vieillissement. L'équipe accomplit plusieurs missions pour le compte des services secrets américains.
Lors d'une mission en Allemagne de l'Est, Creed et Logan furent gravement blessés, et North dut les  trainer jusqu'au point d'extraction, où il rencontra son frère Andreas, devenu tueur pour le régime. Il fit un choix : celui de tuer son propre frère, et Logan le respecte beaucoup pour ce qu'il fit ce jour-là.
À la suite d'une mission ratée à Berlin, l'équipe X fut démantelée et le Projet Weapon X fut fermé après les expériences réalisées sur Logan. North quitta la CIA, prit le nom de code de Maverick et travailla comme mercenaire.

### Maverick le mercenaire
Il gagna vite la réputation d'être l'un des meilleurs mercenaires au monde. Il travailla souvent pour l'homme qui l'avait fait entrer à la CIA, le major Arthur Barrington de l'armée américaine désormais à la retraite. Lors d'une mission, il se retrouva allié à Wolverine et les X-Men contre Omega Red, qui cherchait le synthétiseur de carbonadium. Il s'empara de l'appareil et le cacha.
Peu après, Barrington l'envoya chercher les Dossiers X du Professeur Xavier, une mine d'informations sur tous les mutants de la planète.
Il fut ensuite engagé par Aldo Ferro, un ancien allié de Weapon X. L'équipe X se reforma après que l'un de leurs anciens partenaires, Mastodon, mourut d'une vieillesse accélérée. On apprit que Ferro implantait en fait de faux souvenirs dans les esprits des membres de l'équipe X. Maverick s'allia à Wolverine et Dents de Sabre, et Aldo Ferro trouva apparemment la mort. Il aida ensuite les X-Men à capturer Dents de Sabre, alors qu'il songeait à le tuer pour ses crimes passés.

### Le virus Legacy
Maverick contracta le virus Legacy, relâché accidentellement par Mister Sinistre. Ses pouvoirs mutants furent augmentés, mais son état physique le laissa fatigué et marqué. Il tenta de se faire tuer par Wolverine, mais ce dernier refusa, reconnaissant son ami. Il chercha alors à "combattre du bon côté" le temps qui lui restait à vivre. Il voyagea à travers le monde et dépensa sa fortune à ralentir sa maladie.
A NYC, il sauva d'une agression un jeune mutant infecté, Chris Bradley. Les Amis de l'Humanité se vengèrent en incendiant la maison de ses parents. Maverick se servit de ses contacts pour les reloger en Floride, et soigner Chris.
Au Canada, l'ancien agent du KGB, la télépathe Elena Ivanova, le retrouve et lui demanda son aide pour localiser Dents de Sabre. Ils furent tout de suite attaqués par Omega Red, toujours à la recherche du synthétiseur. Avec l'aide de John Wraith, Maverick parvint à se sortir de ce mauvais pas. Elena et Maverick travaillèrent ensemble, jusqu'à ce que le virus provoque une attaque cardiaque sur le soldat. Elena utilisa ses pouvoirs pour rendre la vie à Maverick. Le virus entra en rémission, et le mutant constata que ses pouvoirs s'étaient encore accrus. Les implants mémoriels furent aussi effacés par le pouvoir d'Elena.
Les problèmes arrivèrent de nouveau, quand le caid russe Ivan Pushkin tenta de les kidnapper. Pushkin se servit des pouvoirs d'Elena pour asservir mentalement Maverick et lui faire assassiner Barrington. Mais Maverick et Elena se libérèrent du contrôle. Pendant ce temps, le jeune Chris Bradley, arrivé à NYC pour voir sa petite amie, fut de nouveau attaqué par les Amis de l'Humanité. Maverick, Elena et Wolverine réussirent à le sauver, en faisant croire à sa mort.
Elena et Maverick tombèrent amoureux. Mais la russe voulait toujours retrouver Dents de Sabre, ce que ne voulait plus North. Elle quitta Maverick pour poursuivre sa vengeance. Maverick la retrouva, plongée dans le coma par Dents de Sabre. Il empêcha le psychopathe de la tuer et la laissa aux bons soins des parents de Chris Bradley. Pushkin engagea le Confesseur pour lui ramener Maverick et le forcer à travailler pour lui. Mais il parvint à s'échapper.

### Agent Zéro
Weapon X fut reformé par le Directeur Malcolm Colcord. Ce dernier engagea de force les recrues de l'équipe X. Dans un conflit, Wraith fut tué, et Dents de Sabre jeta Maverick d'un immeuble de 20 étages.
Le corps détruit, Maverick accepta cette fois l'offre du Directeur. Il fut altéré (plus d'odeur, acidité) et équipé (armure en vibranium, armes en adamantium, lasers...) par Weapon X, devenant ainsi l'Agent Zéro. Maverick était dès lors officiellement mort, tué par Dents de Sabre.
Il accomplit plusieurs missions, jusqu'à ce que le Directeur teste sa volonté en l'envoyant éliminer Wolverine. Il ne put s'y résoudre. S'accusant de faiblesse pour avoir pactisé avec l'ennemi en échange de sa vie, il devint suicidaire. Mais c'est sa haine pour Dents de Sabre qui le maintint en vie.
Durant une mission, il rencontra un autre Maverick. L'Agent Zéro, pensant qu'il s'agissait d'un terroriste, l'abattit, pour découvrir la sinistre vérité : Il s'agissait en fait de Chris Bradley, qui avait réussi à infiltrer le groupe de terroristes mutants Gene Nation. Bradley avait été entraîné par Cable et avait pris le costume de Maverick pour venger la 'mort' de North.
Quand il revint à la base, il s'aperçut que Weapon X n'était plus là. Il reprit alors le combat de Bradley et attaqua les repaires cachés de Gene Nation, à travers le monde, tout en enquêtant sur Weapon X.
En fait, il s'avéra que Weapon X n'avait pas disparu. Agent Zéro était la victime d'un lavage de cerveau orchestré par le Directeur, et il attaquait les bases de Gene Nation car Weapon X le voulait ainsi. L'Agent Zéro servit même de bourreau au sein du camp Neverland.

### Décimation
Agent Zéro a perdu ses pouvoirs mutants lors du M-Day.
Il est resté depuis un informateur travaillant parfois pour Wolverine. On apprit pendant le story-arc Men of adamantium qu'il avait vendu les secrets du projet Weapon X à une firme d'armement américaine, Blackguard, souhaitant obtenir un contrat juteux avec le gouvernement. Il aida Wolverine à éliminer les soldats et faire échouer la négociation, puis tua son intermédiaire, pour cacher la vérité à Logan.

## Pouvoirs et capacités
- L'Agent Zéro peut absorber l'énergie cinétique et la renvoyer sous la forme de rafale de force.
- Sa force physique et ses réflexes dépassent ceux d'un humain normal.
- À la suite des expériences de Weapon X, son corps n'a plus d'odeur, le rendant indétectable par Dents de Sabre ou Wolverine.
- Sa peau sécrète aussi une enzyme corrosive, très acide, contre les facteurs auto-guérisseurs, bloquant la régénération.
- L'Agent Zéro est un militaire accompli, un assassin et un tireur d'élite hautement qualifié. Le combat rapproché, les armes blanches, l'informatique et l'infiltration n'ont aucun secret pour lui.

## Apparitions dans d'autres médias
Agent Zéro est interprété par l'acteur Daniel Henney dans le film X-Men Origins: Wolverine.